# Aninha (futebolista)
Ana Vitória Angélica Kliemaschewsk de Araújo (Rondonópolis, 6 de março de 2000), conhecida como Aninha, é uma jogadora de futebol brasileira, que atua como meio-campista.
Atualmente, defende o Atlético de Madrid.

## Biografia

### Primeiros anos
Ana Vitória, nasceu em Rondonópolis, cidade localizada no interior do estado de Mato Grosso.
Aos oito anos de, seus pais a apresentaram ao seu clube favorito, o União Esporte Clube, que a dispensou por não ter uma equipe feminina.
Após a recusa do União, mudou-se para equipe rival, o Rondonópolis Esporte Clube. A equipe, não possuía uma equipe propriamente feminina, porém, aceitou Ana para jogar com os atletas masculinos admitidos.
Devido às suas realizações em treinamentos – de acordo com os regulamentos aplicáveis, ela não pôde competir em nenhum torneio de futebol masculino – depois de apenas um ano ela foi convocada por Emily Lima para a Seleção Feminina Sub-15.

## Carreira

### Mixto
Com o destaque obtido na seleção Sub-15, jogou por empréstimo para o Mixto EC em Cuiabá no Campeonato Brasileiro de 2015.

### Corinthians
Em 2017, a jogadora ingressou na cooperação de clubes do SC Corinthians e Grêmio Osasco Audax, no estado de São Paulo.
No Corinthians, disputou a temporada na Série A1, onde alcançou o vice-campeonato.[carece de fontes?] No Audax, ela jogou no torneio da Copa Libertadores 2017 no Paraguai, onde marcou um gol final nos pênaltis na final contra o CSD Colo-Colo e, assim, chegou à conquista do título.

### Benfica
Em janeiro de 2019, Ana Vitória anunciou sua mudança para o Benfica, clube de Portugal. Foram quase quatro anos atuando em Lisboa,  pelo qual foi multicampeã, com as conquistas de três títulos da Liga BPI, três Taças da Liga, duas Supertaças, uma Taça de Portugal e um Campeonato Nacional II Divisão Feminino.

### PSG
O time francês Paris Saint-Germain anunciou em 3 de julho de 2023, a contratação de Ana Vitória. A atleta assinou com a equipe francesa até 30 de junho de 2026.

### Atlético de Madrid
Em janeiro de 2024, Ana foi anunciada pela equipe espanhola do Atlético de Madrid em um contrato por empréstimo para a temporada de 2023/2024.

## Seleção brasileira
Após ser incluída na promoção de jovens talentos da equipe nacional, Ana Vitória foi nomeada pela primeira vez no mesmo ano para equipe sub-17, disputando a Copa do Mundo de Sub - 17, realizada na Jordânia.
Posteriormente jogou pela seleção sub-20 na Copa do Mundo em Papua Nova Guiné. Como capitã da equipe, Ana liderou essa equipe pela primeira vez em dezembro de 2017 nas três partidas dos Jogos Amistosos Internacionais da Nike nos Estados Unidos e, em janeiro de 2018, venceu o título do Campeonato Sul-Americano de Sub-20 no Equador.
No ano de 2023, foi convocada pela técnica sueca Pia Sundhage, para integrar a Seleção Brasileira de Futebol Feminino, na Copa do Mundo de Futebol Feminino de 2023, realizado na Austrália e na Nova Zelândia. Na competição, a esquadra brasileira foi eliminada ainda na fase de grupos.

## Títulos
Seleção
- Campeonato Sul-americano Sub-20 : 2018

Corinthians
- Copa Libertadores da América : 2017
- Campeonato Brasileiro : 2018

Benfica
- Liga BPI: 2020/21, 2021/22, 2022/23
- Taça de Portugal : 2018/19
- Supertaças: 2019, 2022
- Taças da Liga: 2019/20, 2020/21, 2022/23
- Campeonato Nacional II Divisão Feminino: 2018/19